# Ansitz Colz (St. Leonhard)

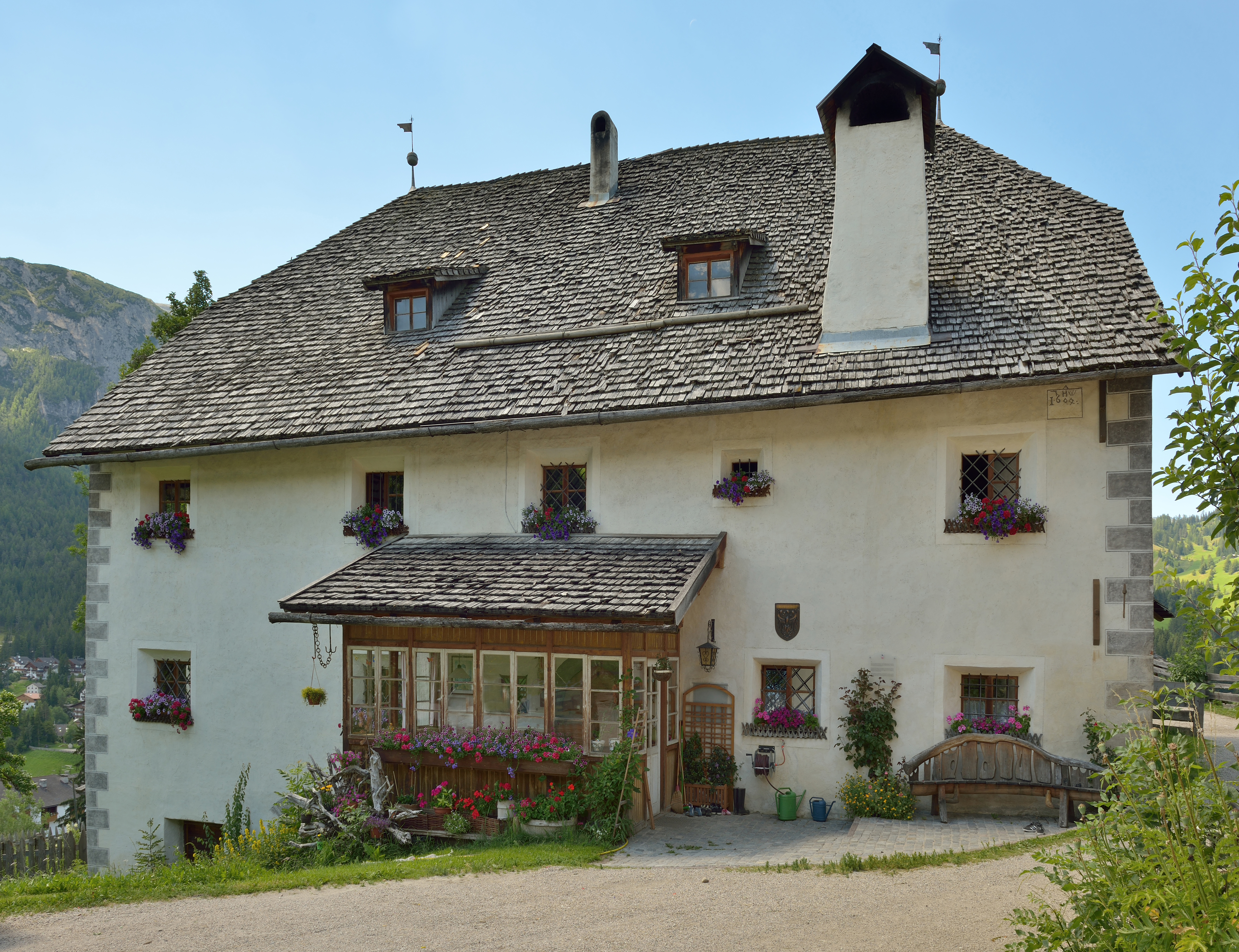
Ansitz in St. Leonhard

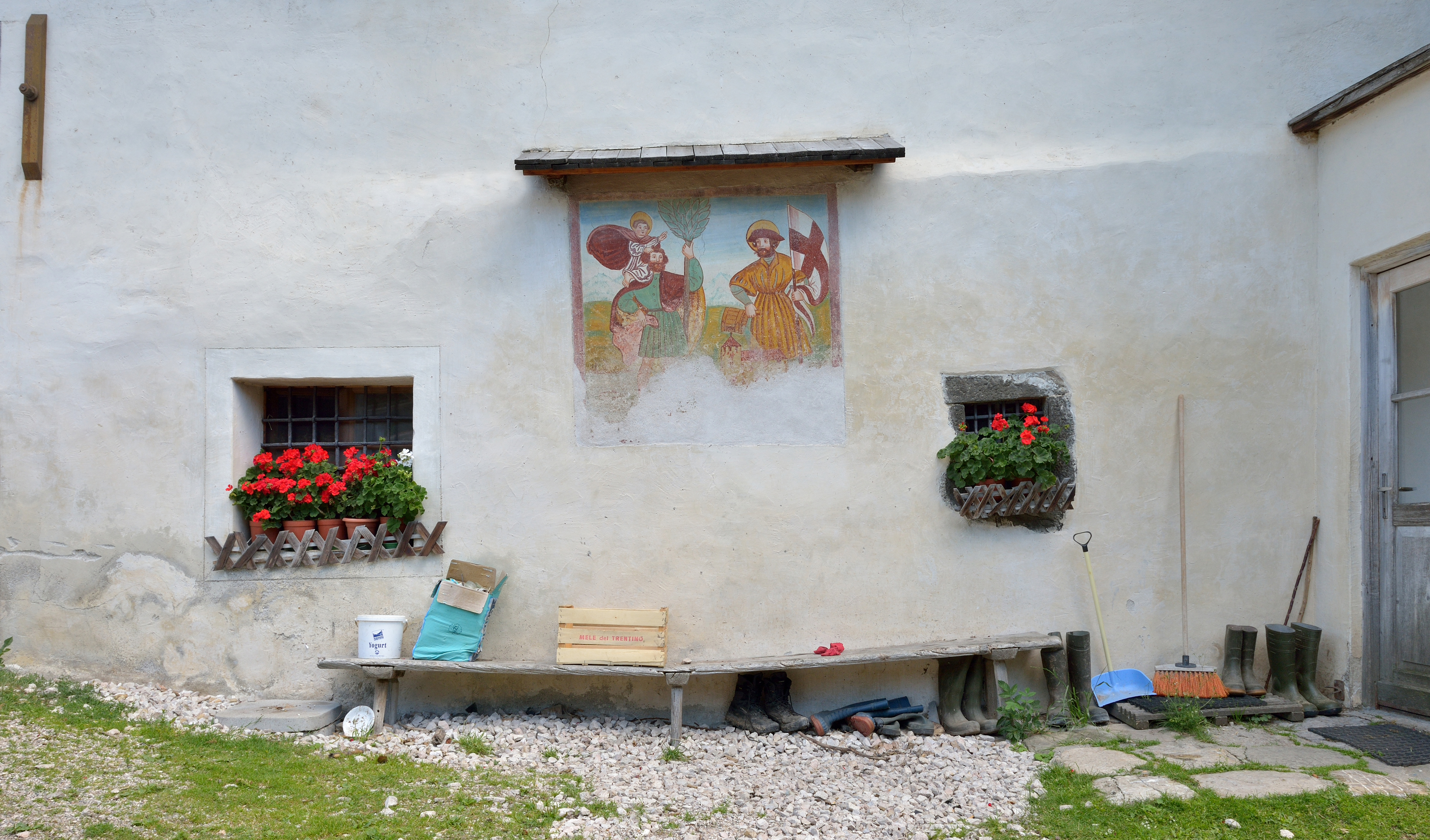
Fassadenmalerei mit dem heiligen Christopherus und dem heiligen Florian

Der Ansitz Colz in St. Leonhard, einem Ortsteil der Gemeinde Abtei in Südtirol, ist seit 1949 ein geschütztes Baudenkmal. Nicht zu verwechseln ist es mit dem ebenfalls in Abtei gelegenen Schloss Colz im Ortsteil Stern.

## Beschreibung
Der ehemalige adelige Ansitz der Herren Colz zu Freiegg besitzt ein Krüppelwalmdach. Im Inneren sind die tonnengewölbten Gänge mit Stichkappen und Putzgraten (ein Werkzeichen mit „H. W. 1604“) und Spitzbogentüren versehen. Das Fassadenfresko mit dem heiligen Christopherus und dem heiligen Florian stammt aus dem 17. Jahrhundert. Im Inneren stammen die Malereien an einer Bretterwand (Erschaffung Evas, Sündenfall) und in den Schildbögen (Kreuzigung, Eherne Schlange) aus dem Jahr 1612. 